# Capricornis milneedwardsii
Espèce
Synonymes
Nemorhaedus sumatraensis milneedwardsii
Statut de conservation UICN

 NT  : Quasi menacé
Statut CITES
Le saro d'Indochine (Capricornis milneedwardsii) est un mammifère de la famille des Bovidés, et de la sous-famille des Caprinés. Il est quasi menacé et il vit dans le sud de la Chine et en Indochine (Birmanie, Cambodge, Laos, Thaïlande et Viêt Nam).

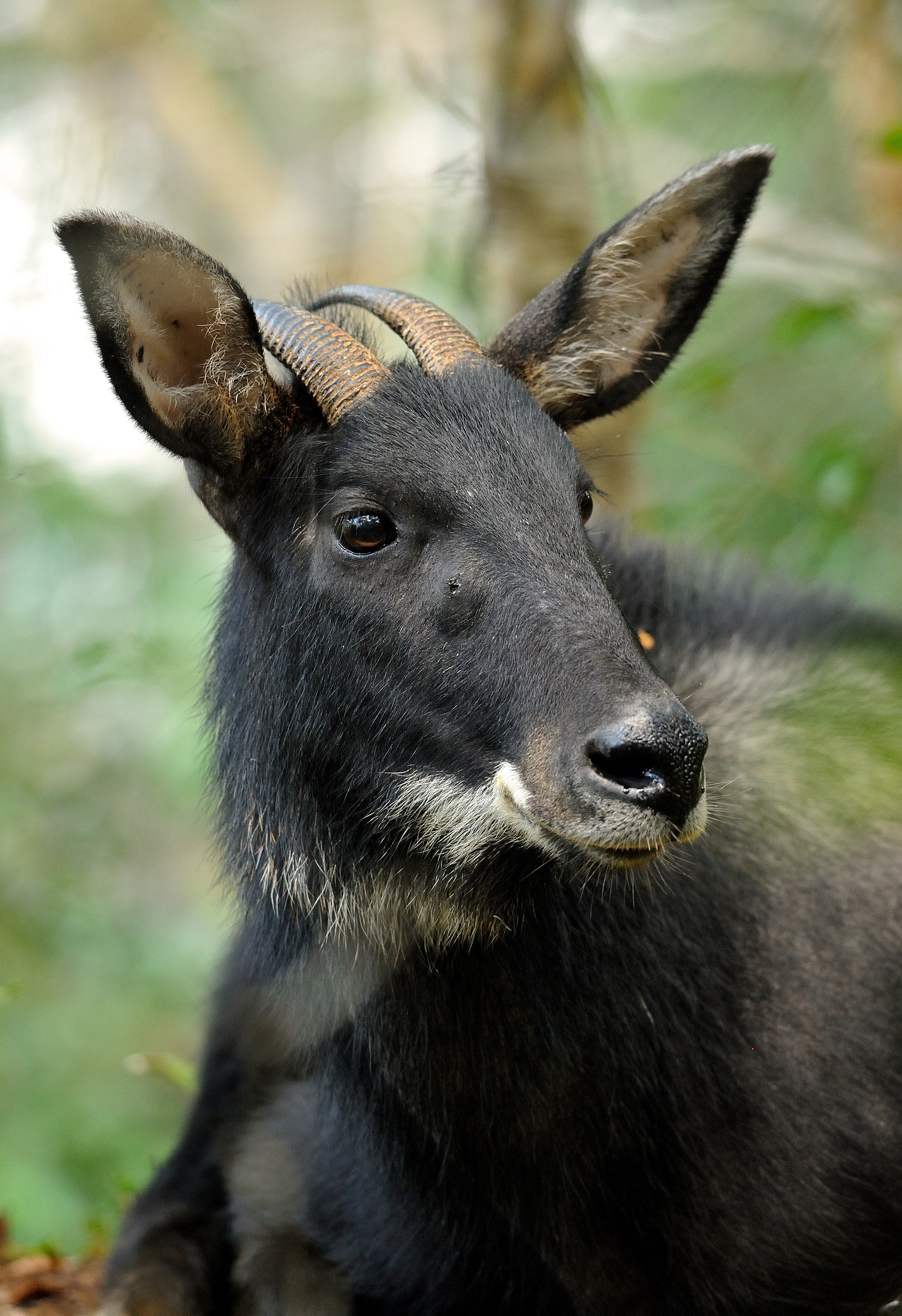
Saro d'Indochine (Parc national de Khao Yai)

On distingue deux sous-espèces :
- Capricornis milneedwardsii maritimus
- Capricornis milneedwardsii milneedwardsii